# Hogna canariana
Hogna canariana là một loài nhện trong họ Lycosidae.
Loài này thuộc chi Hogna. Hogna canariana được Carl Friedrich Roewer miêu tả năm 1960.